# Saint-Martin-Labouval

Saint-Martin-Labouval este o comună în departamentul Lot din sudul Franței. În 2009 avea o populație de 179 de locuitori.

## Evoluția populației
| An        | 1975 | 1982 | 1990 | 1999 | 2006 | 2009 |
| --------- | ---- | ---- | ---- | ---- | ---- | ---- |
| Populație | 186  | 205  | 170  | 179  | 176  | 179  |